# أدولفو هورتا
أدولفو هورتا (3 أكتوبر 1957 – 28 نوفمبر 2016) هو ملاكم كوبي راحل، مثّل بلاده في الألعاب الأولمبية الصيفية 1980 وحقق الميدالية الفضية في فئة وزن الريشة.

## وصلات خارجية
أدولفو هورتا على موقع أوليمبيديا (الإنجليزية)